# Konrád János (vízilabdázó, 1971)
Konrád János, ifj. (Budapest, 1971. szeptember 20. –) magyar bajnok és 32-szeres magyar válogatott vízilabdázó. Konrád János (1941–2014) olimpiai bajnok vízilabdázó fia.
Jelenleg az Egyesült Királyságban él.

## Tanulmányai
Középiskolai tanulmányainak elvégzése után a József Attila Tudományegyetem (JATE) hallgatója volt, ahol 1999-ben szerzett oklevelet.

## Pályafutása
A KSI, a Vasas, a Canottieri Napoli, a Pro Recco, az FTC, a Torino, a Ranin Nantes Napoli, valamint a Paguros Catania csapatainál játszott.

## Eredményei
- Magyar kupa
  - győztes: 1993–1994, 1995–1996
- Junior világbajnokság
  - bronzérmes: 1991